# Paul Eiding
Paul Eiding, född 28 mars 1957 i Cleveland, Ohio, är en amerikansk röstskådespelare och skådespelare. Han är kanske mest känd som röstskådespelare bakom Roy Campbell i Metal Gear-serien, berättarrösten i Diablo, Judicator Aldaris i StarCraft och Max Tennyson i Ben 10, Ben 10: Alien Force och Ben 10: Ultimate Alien.

## Filmografi

### Animerade TV-serier
- Avatar: The Last Airbender - Olika röster
- A Pup Named Scooby Doo - Mr. Gordan
- Ben 10 - Max Tennyson, Olika röster
- Ben 10: Alien Force - Max Tennyson, DNAliens
- Ben 10: Ultimate Alien - Max Tennyson
- Evil Con Carne - Olika karaktärer
- Fantastic Max - Arnold Fifelton
- Grymma sagor med Billy & Mandy - Olika röster
- Ko och Kyckling - Olika röster
- The Jetsons - Olika röster
- The Littles - Olika röster
- Pirater på mörka vatten - Olika röster
- Sky Commanders - Raider Rath
- Smurfarna - Olika röster
- The Real Adventures of Jonny Quest - Bennett
- Swat Kats - Dr. N. Zyme
- The Transformers - Perceptor
- W.I.T.C.H. - Jeek

### TV-serier
- CSI: Miami - Judge Porterson (episod Backstabbers)
- The Charmings - Don “King of Carpets” Miller
- Cityakuten - Kadalski (episod The Gift)
- Kameleonten - Bernie Baxley
- My Name Is Earl - (episod Got The Babysitter Pregnant)
- Småstadsliv - Jason Steinberg
- Star Trek: The Next Generation - (episod Liaisons)
- Tales from the Darkside - Rev. Joy (episod Black Widows)
- Vita huset - (episod Ellie)

### Filmer
- Ben 10: Secret of the Omnitrix - Max Tennyson
- Bilar - Olika röster
- Hitta Nemo - Olika röster
- Monsters, Inc. - Olika röster
- Once Upon a Forest - Abigail's Father
- Porco Rosso - Olika röster
- Runaway Car - Wally Baird
- Spirited Away - Olika röster
- The Transformers: The Movie - Perceptor
- Upp - Olika röster

### Datorspel
- Battlezone 2 - Padishah Frank Burns
- Ben 10: Protector of Earth - Max Tennyson
- Bloody Roar Extreme - Alan Gado, Announcer
- Condemned 2: Bloodshot - Deputy Director Ike Farrell / Malcolm Vanhorn
- Dirge of Cerberus: Final Fantasy VII - Professor Hojo
- Modern Warfare 3 - U.S President
- Dark Cloud 2 - Cedric
- Dead to Rights: Retribution - Frank Slate, GAC Sniper
- Diablo - Narrator, Pepin, Archbishop Lazarus, Warrior
- Diablo II - Narrator, Mephisto, Summoner
- Dirge of Cerberus: Final Fantasy VII - Professor Hojo
- Dragon Age: Origins - Olika röster
- Eternal Darkness: Sanity's Requiem - Franciscan Monk Paul Luther/Monk/Supervisor
- Eve of Extinction - Z
- Evil Zone - Gally "Vanish" Gregman/Narrator/Brian Zar Deline
- Fallout 3 - Nathan
- Fire Emblem Fates - Yukimura
- God of War - Gravedigger, Zeus, Greek Soldier
- God of War II - Theseus
- God of War: Ghost of Sparta - Gravedigger
- Grandia II - Skye, Oro, Carpaccio, Brother 3
- Guild Wars: Eye of the North - King Jalis Ironhammer
- Halo: Reach - Olika röster
- Jade Empire - Kang the Mad
- James Cameron's Avatar: The Game - Karl Falco
- Marvel: Ultimate Alliance - Ymir
- Marvel: Ultimate Alliance 2 - The President of the United States
- Mega Math Blaster - Narration
- Metal Gear Solid - Roy Campbell
- Metal Gear Solid 2: Sons of Liberty - The Colonel
- Metal Gear Solid: The Twin Snakes - Roy Campbell
- Metal Gear Solid 3: Snake Eater - Roy Campbell
- Metal Gear Solid 4: Guns of the Patriots - Roy Campbell
- Mass Effect 2 - Nitfu Cal
- Ninja Gaiden II - Muramasa
- No More Heroes 2: Desperate Struggle - Million Gunman/Captain Vladimir/Narrator
- Onimusha 3 - Mitsuhide Akechi
- Rage - Redstone
- Ratchet & Clank Future: A Crack in Time - Zephyr
- Ratchet & Clank Future: Tools of Destruction - Zephyr
- Resistance 3 - Herbert Sawciki
- Rise of the Argonauts - Argos the Shipwright
- Sacrifice - Eldred
- Samurai Western - Goldberg
- Super Smash Bros. Brawl - Roy Campbell
- StarCraft - Judicator Aldaris
- StarCraft II - the Overmind, Protoss Advisor
- Syphon Filter: Dark Mirror - Gary Stoneman
- Sword of the Berserk: Guts' Rage - Duneth/Gyove
- Syphon Filter: The Omega Strain  - Gary Stoneman
- The Elder Scrolls V: Skyrim - Galmar Stone Fist / Septimus / Felldir
- Tenchu 2: Birth of the Stealth Assassins  - Azuma Shiunsai
- Warcraft III: The Frozen Throne - Gul'dan, Varimathras